# John Carroll (baloncesto)
John Carroll (8 de noviembre de 1955) es un entrenador de baloncesto estadounidense, que dirigió de forma interina durante media temporada a los Boston Celtics, tras haber sido asistente en el mismo equipo durante siete años. También entrenó en la NCAA.

## Trayectoria deportiva

### Jugador
Jugó como base en su etapa de instituto, en Summit (Nueva Jersey), capitaneando al equipo en su temporada sénior en la conquista del campeonato estatal. Posteriormente jugó cuatro años en el Dickinson College, centro en el que se licenció en psicología en 1977.

### Entrenador
Comenzó su andadura como entrenador ejerciendo de asistente en la Universidad de Delaware, de donde pasó a ser el entrenador principal del Bloomfield College de la División II de la NCAA. De ahí pasó en 1982 a ejercer de nuevo como asistente de P. J. Carlesimo en la Universidad Seton Hall, para en 1989, hacerse cargo del banquillo de la Universidad Duquesne. Ocupó el puesto durante seis temporadas, en las que consiguió un balance de 73 victorias por 98 derrotas. En 1991 fue elegdo Entrenador del Año de la Atlantic 10 Conference, mientras que en 1994 llevó al equipo a la posttemporada por primera vez en 13 años, alcanando la segunda ronda del National Invitation Tournament (NIT).
En 1997 entró a formar parte del equipo de asistentes de Rick Pitino en los Boston Celtics, manteniéndose en el puesto también con su sustituto, Jim O'Brien, al que reemplazó de forma interina en enero de 2004. Dirigió al equipo hasta el final de la temporada, logrando 14 victorias y 22 derrotas, siendo reemplazado la temporada siguiente por Doc Rivers.

#### Estadísticas como entrenador en la NBA
| Equipo | Año     | PJ | G  | P  | %G–P | Resultado        | PJP | GP | PP | %G–P | Resultado           |
| ------ | ------- | -- | -- | -- | ---- | ---------------- | --- | -- | -- | ---- | ------------------- |
| Boston | 2003-04 | 36 | 14 | 22 | .389 | 4.º en Atlántico | 4   | 0  | 4  | .000 | Pierde en 1.ª ronda |
| Total  |         | 36 | 14 | 22 | .389 |                  | 4   | 0  | 4  | .000 |                     |